# End of Beginning
End of Beginning ist ein Lied des US-amerikanischen Schauspieler und Musikers Joe Keery, das er im September 2022 unter dem Künstlernamen Djo veröffentlichte.

## Entstehung und Veröffentlichung
Geschrieben und produziert wurde das Lied vom Interpreten selbst. Bei der Produktion erhielt Keery Unterstützung durch Adam Thein.
Die Erstveröffentlichung von End of Beginning erfolgte als Single am 16. September 2022 bei AWAL Records. Diese erschien als digitaler Einzeltrack zum Download und Streaming.

## Inhalt
Der Liedtext erzählt aus der Sicht eines männlichen lyrischen Ichs, welches sich gerade auf der Rückfahrt von Chicago nach Hause befindet und sich nicht mehr wünscht, als den Tag noch einmal zu erleben, an dem er dort ankam (End of Beginning = Ende vom Anfang). Seine Liebe zur Stadt wird am Ende des Songs nochmal deutlicher:

“You take the man out of the city, not the city out the man.

You take the man out of the city, not the city out the man.

You take the man out of the city, not the city out the man.

You take the man out of the.”

## Kommerzieller Erfolg

### Chartplatzierungen
Obwohl End of Beginning bereits im September 2022 erschien, erreichte es erst Anfang 2024 nach mehrfacher Verwendung auf TikTok Chartplatzierungen.
| ChartsChartplatzierungen       | Höchstplatzierung | Wochen |
| ------------------------------ | ----------------- | ------ |
| Deutschland (GfK)              | 7 (18 Wo.)        | 18     |
| Österreich (Ö3)                | 4 (21 Wo.)        | 21     |
| Schweiz (IFPI)                 | 3 (36 Wo.)        | 36     |
| Vereinigte Staaten (Billboard) | 11 (21 Wo.)       | 21     |
| Vereinigtes Königreich (OCC)   | 4 (22 Wo.)        | 22     |

| ChartsJahrescharts (2024)      | Platzierung |
| ------------------------------ | ----------- |
| Deutschland (GfK)              | 64          |
| Österreich (Ö3)                | 38          |
| Schweiz (IFPI)                 | 30          |
| Vereinigte Staaten (Billboard) | 47          |
| Vereinigtes Königreich (OCC)   | 23          |

### Auszeichnungen für Musikverkäufe
| Land/Region                  | Auszeichnungen für Musikverkäufe (Land/Region, Auszeichnung, Verkäufe) | Verkäufe  |
| ---------------------------- | ---------------------------------------------------------------------- | --------- |
| Australien (ARIA)            | 5× Platin                                                              | 350.000   |
| Dänemark (IFPI)              | Gold                                                                   | 45.000    |
| Frankreich (SNEP)            | Gold                                                                   | 100.000   |
| Griechenland (IFPI)          | Platin                                                                 | 20.000    |
| Italien (FIMI)               | Gold                                                                   | 50.000    |
| Kanada (MC)                  | Platin                                                                 | 80.000    |
| Neuseeland (RMNZ)            | Gold                                                                   | 15.000    |
| Spanien (Promusicae)         | Platin                                                                 | 60.000    |
| Vereinigte Staaten (RIAA)    | Platin                                                                 | 1.000.000 |
| Vereinigtes Königreich (BPI) | Platin                                                                 | 600.000   |
| Insgesamt                    | 4× Gold · 10× Platin ·                                                 | 2.320.000 |

## Trivia
Die Textstelle „And when I’m back in Chicago, I feel it / Another version of me, I was in it / I wave goodbye to the end of beginning“ löste auf TikTok einen Trend aus und wird besonders für Reise-Videos benutzt.